# Piphat
Un piphat (en tailandés: ปี่พาทย์) es un tipo de conjunto de música clásica de Tailandia, compuesto de instrumentos musicales de viento y percusión. Es considerado el conjunto básico para la interpretación de las composiciones más sagradas y "refinadas" del repertorio clásico de Tailandia, incluida la invocación budista titulada sathukan (en tailandés: สาธุการ) como también las suites llamadas phleng rueang. También se utiliza para acompañar las formas tradicionales de danza y teatro tailandeses incluidos khon (en tailandés: โขน) (danza-drama con máscaras), lakhon (danza clásica), y teatro de figuras y sombras. 
Antiguamente el piphat era denominado phinphat. Es análogo al conjunto musical camboyano denominado pinpeat y al conjunto laosiano llamado  pinphat. 

## Tipos depiphat
El conjunto piphat más reducido, denominado piphat khrueang ha, está compuesto por seis instrumentos musicales: pi nai (oboe); ranat ek (xilofón); khong wong yai (gong); taphon u otros tambores tailandeses; glong thad, y dos grandes tambores tocados con palillos; y ching (címbalos pequeños). A menudo se utilizan también otros instrumentos pequeños de percusión tales como el krap o chap.
Un conjunto piphat algo más numerosos es denominado piphat khrueang khu, y se forma con ocho instrumentos musicales. Los otros dos instrumentos son el ranat thum (xilofón), que tiene un sonido más profundo que el ranat ek, y khong wong lek, un gong de tono más elevado que el khong wong yai.
El conjunto piphat más grande es el piphat khrueang yai, que consiste de diez instrumentos musicales. Que incorpora además de los ya mencionados el  ranat ek lek y el ranat thum lek con llaves de metal.

### Piphat khrueang ha
Wong piphat khrueang ha (en tailandés: วงปี่พาทย์เครื่องห้า) es un conjunto compuesto por:
1. 1 pi nai - oboe bajo
2. 1 taphon - tambor secundario
3. 1 ching - tambor principal
4. 1 khong wong yai - gong bajo que cuelga de un arco semicircular
5. 2 glong thad - tímpano tailandés
6. 1 ranat ek - xilófono alto

### Piphat khrueang khu
El Wong piphat khrueang khu (en tailandés: วงปี่พาทย์เครื่องคู่) se organiza a partir del piphat khrueang ha, con instrumentos bajo y alto apareados. Está compuesto por:
1. 1 pi nai - oboe bajo
2. 1 pi nok - oboe alto
3. 1 taphon - marcador secundario del ritmo
4. 1 glong songna o 2 glong khaek
5. 2 glong thad - tímpano tailandés
6. 1 ching - marcador principal del ritmo
7. 1 chap
8. 1 khong wong yai - gong bajo que cuelga de un arco semicircular
9. 1 khong wong lek - gong alto que cuelga de un arco semicircular
10. 1 khong mong
11. 1 ranat ek - xilófono alto
12. 1 ranat thum - xilófono bajo

### Piphat khrueang yai
Wong piphat khrueang yai (en tailandés: วงปี่พาทย์เครื่องใหญ่) se conforma agregando un ranat ek lek (ระนาดเอกเหล็ก; metalófono alto) y un ranat thum lek (ระนาดทุ้มเหล็ก; metalófono bajo) al wong piphat khrueang khu.

### Piphat nang hong
El Wong piphat nang hong (en tailandés: วงปี่พาทย์นางหงส์) es un conjunto musical que toca en funerales. Se conforma reemplazando los pi nai y pi nok con un pi chawa. Su denominación nang hong proviene del nombre de la principal música que se toca en las ceremonias funerarias. Una variante real, Wong piphat nang hong khruang yai (para el rey) o Wong piphat nang hong khrueang khu (para miembros destacados de la familia real), fue adoptada durante el reinado del rey Vajiravudh (Rama VI) para ser usada en los funerales de la dinastía Chakri, fue reinstaurado durante el reinado del rey Bhumibol Adulyadej (Rama IX) en 1995, durante los ritos del funeral de estado de Srinagarindra, la Princesa Madre, por iniciativa de la Princesa Real Maha Chakri Sirindhorn, luego de años de no haberse utilizado. Si ejecuta para un rey el conjunto del funeral real se compone de 10 a 12 instrumentos musicales, algunos más que el conjunto simple, mientras que para miembros importantes de la realeza se utilizan 8 a 9 instrumentos.
En algunos funerales en Tailandia la variante nang hong del conjunto se suplementa con algunos instrumentos occidentales tales como trompetas, saxofones, clarinetes y hasta una batería, guitarras y un piano electrónico. Algunos de estos instrumentos también han sido incorporados en conjuntos normales.

### Piphat duek dam ban
El Wong piphat duek dam ban (en tailandés: วงปี่พาทย์ดึกดำบรรพ์, literalmente "conjunto antiguo") fue propuesto por Prince Naris para acompañar la ópera tailandesa. Se compone de:
1. 1 ranat ek
2. 1 taphon
3. 1 ranat thum
4. 1 ranat thum lek
5. 1 khong wong yai
6. 1 ching
7. 1 taphon - "tímpano" construido adosando dos taphons
8. 1 saw u
9. 1 khlui u - flauta baja
10. 1 khlui phiang aw - flauta media
11. 1 wong khong chai - un conjunto de 7 khong chai de diferente tamaño que cuelgan de una barra de madera.

### Piphat mon

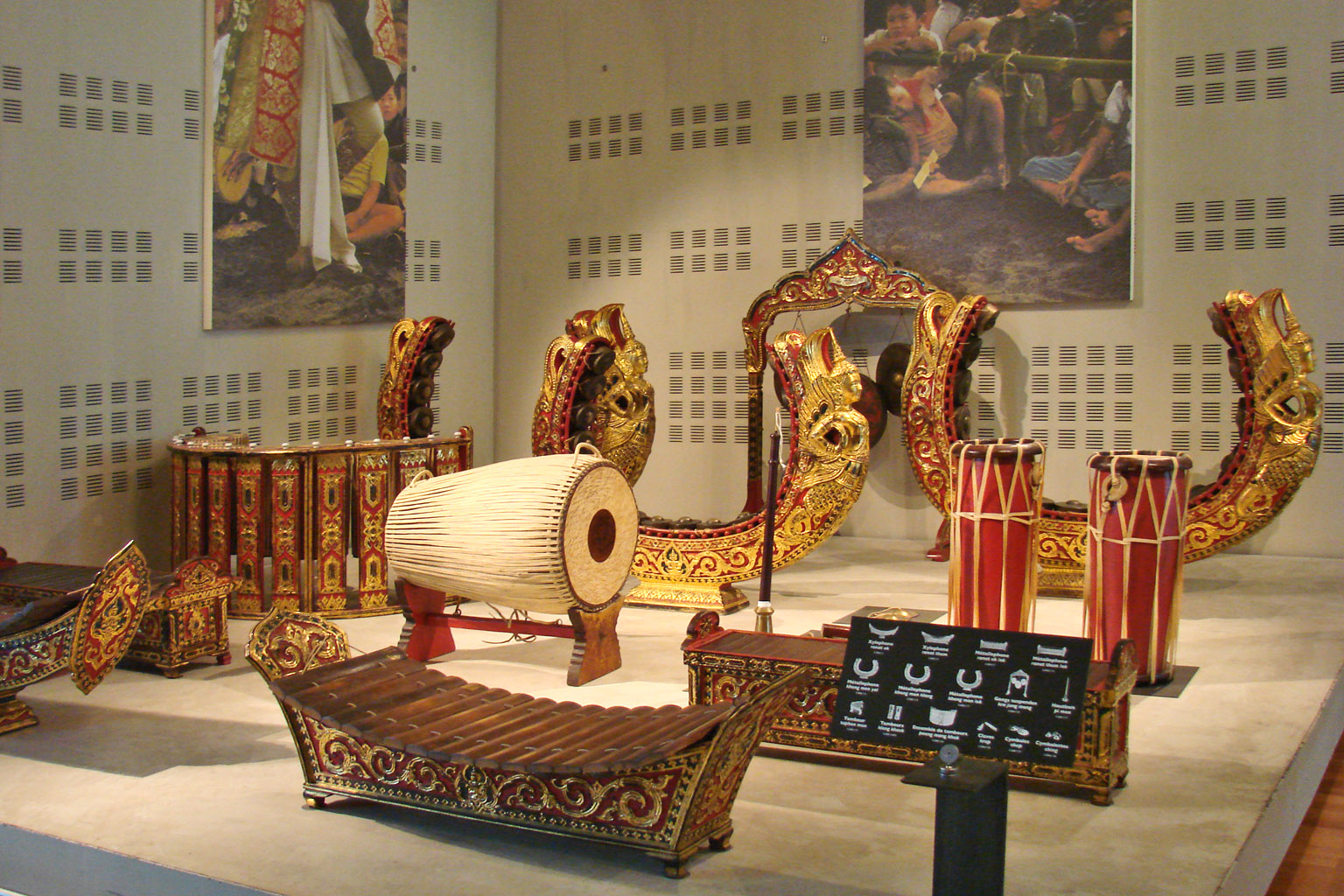
Instrumentos del phipat mon en el Museo de la Música, París.

Se cree que el piphat mon tiene su origen en el pueblo Mon, un antiguo pueblo de lengua Mon-Khmer en sureste de Asia, y que utiliza instrumentos musicales especiales tales como un gong denominado khong mon. Existe tres tipos de conjuntos Wong piphat mon (en tailandés: วงปี่พาทย์มอญ):

#### Piphat mon khrueang ha
El Wong piphat mon khrueang ha (en tailandés: วงปี่พาทย์มอญเครื่องห้า) está conformado por:
1. 1 ranat ek
2. 1 pi mon - oboe bajo con su extremo con forma de cuerno.
3. 1 khong mon wong yai - un conjunto de gongs bajos ubicados en un marco vertical (a diferencia del khong wong yai, cuyos gongs se ubican en un marco semicircular horizontal).
4. 1 poengmang khok (เปิงมางคอก) o khok poeng (คอกเปิง) - tambores Mon con forma de cajones.
5. ching, chap y khong mong

#### Piphat mon khrueang khu
El Wong piphat mon khrueang khu (en tailandés: วงปี่พาทย์มอญเครื่องคู่) se conforma agregando un ranat thum y un khong mon wong lek al piphat mon khrueang ha.

#### Piphat mon khrueang yai
El Wong piphat mon khrueang yai (en tailandés: วงปี่พาทย์มอญเครื่องใหญ่) se conforma agregando un ranat ek lek y un ranat thum lek al piphat mon khrueang khu.